# Senatori della X legislatura della Repubblica Italiana
Questo elenco riporta i nomi dei senatori della X legislatura della Repubblica Italiana dopo le elezioni politiche del 1987.

## Consistenza dei gruppi
| Gruppo                                                 | Inizio | Inizio | Inizio | Fine |
| Gruppo                                                 | Eletti | A vita | Totale | Fine |
| ------------------------------------------------------ | ------ | ------ | ------ | ---- |
| Democratico Cristiano (DC)                             | 125    | 2      | 127    | 130  |
| Comunista (PCI)                                        | 84     | 1      | 85     | -    |
| Partito Socialista Italiano (PSI)                      | 43     | 2      | 45     | 45   |
| Sinistra indipendente (SI)                             | 17     | -      | 17     | 15   |
| Movimento Sociale Italiano - Destra Nazionale (MSI-DN) | 16     | -      | 16     | 15   |
| Repubblicano (PRI)                                     | 8      | 1      | 9      | 9    |
| Partito Socialista Democratico Italiano (PSDI)         | 6      | 1      | 7      | 5    |
| Federalista Europeo Ecologista (FED)                   | 6      | -      | 6      | 6    |
| Comunista - Partito Democratico della Sinistra (PDS)   | -      | -      | -      | 75   |
| Partito della Rifondazione Comunista (PRC)             | -      | -      | -      | 11   |
| Gruppo misto                                           | 10     | 2      | 12     | 14   |
| Totale                                                 | 315    | 9      | 324    | 325  |

- Dei 101 senatori eletti nella lista del PCI, 84 aderirono al gruppo PCI, 17 al gruppo SI.
- Dei 43 senatori di origine elettiva aderenti al gruppo PSI, 36 erano stati eletti in tale lista; 6 nella lista PSI-PSDI-PR; 1 nella lista Alleanza Laica Socialista (ALS).
- Dei 6 senatori di origine elettiva aderenti al gruppo PSDI, 5 erano stati eletti in tale lista; 1 nella lista PSI-PSDI-PR.
- Dei 6 senatori aderenti al gruppo FED, 3 erano stati eletti nel Partito Radicale; 2 nella lista PSI-PSDI-PR; 1 nella lista PSI-PSDI-PR-Verdi.
- Dei 9 senatori eletti nella lista PSI-PSDI-PR, 6 aderirono al gruppo PSI, 1 al PSDI e 2 al PR; il senatore eletto nella lista PSI-PSDI-PR-Verdi aderì al gruppo FED; il senatore eletto nella lista Alleanza Laica Socialista (ALS) aderì al gruppo PSI.
- I 10 senatori di origine elettiva aderenti al gruppo misto erano così ripartiti: 3 Partito Liberale Italiano, 1 Lista Verde, 1 Democrazia Proletaria; 2 Partito Popolare Sudtirolese; 1 Lega Lombarda; 1 Partito Sardo d'Azione; 1 UV-ADP-PRI.

## Composizione storica
| Nominativo                  | Regione               | Collegio                             | Gruppo (lista)          |
| --------------------------- | --------------------- | ------------------------------------ | ----------------------- |
| Lucio Abis                  | Sardegna              | Oristano                             | DC                      |
| Michele Achilli             | Lombardia             | Milano V                             | PSI                     |
| Modestino Acone             | Campania              | Avellino                             | PSI                     |
| Lorenzo Acquarone           | Liguria               | Imperia                              | DC                      |
| Gennaro Acquaviva           | Puglia                | Tricase                              | PSI                     |
| Susanna Agnelli             | Piemonte              | Torino FIAT Aeritalia Ferriere       | PRI                     |
| Arduino Agnelli             | Friuli-Venezia Giulia | Trieste I                            | PSI                     |
| Aureliana Alberici          | Emilia-Romagna        | Bologna III - Imola                  | PCI                     |
| Antonio Alberti             | Calabria              | Catanzaro                            | SI (PCI)                |
| Gianfranco Aliverti         | Lombardia             | Como                                 | DC                      |
| Giovanni Amabile            | Campania              | Eboli                                | DC                      |
| Antonio Andò                | Sicilia               | Messina                              | DC                      |
| Beniamino Andreatta         | Emilia-Romagna        | Castelnovo ne' Monti - Sassuolo      | DC                      |
| Elios Andreini              | Veneto                | Adria                                | PCI                     |
| Antonio Silvano Andriani    | Toscana               | Pistoia                              | PCI                     |
| Alcide Angeloni             | Toscana               | Massa-Carrara                        | DC                      |
| Renzo Antoniazzi            | Lombardia             | Cremona                              | PCI                     |
| Gaetano Arfé                | Emilia-Romagna        | Rimini                               | SI (PCI)                |
| Giulio Carlo Argan          | Lazio                 | Tivoli                               | PCI                     |
| Carmelo Azzarà              | Basilicata            | Potenza                              | DC                      |
| Giovanni Azzaretti          | Lombardia             | Voghera                              | DC                      |
| Ennio Baiardi               | Piemonte              | Vercelli                             | PCI                     |
| Luciano Barca               | Basilicata            | Melfi                                | PCI                     |
| Nereo Battello              | Friuli-Venezia Giulia | Gorizia                              | PCI                     |
| Luciano Bausi               | Toscana               | Firenze I                            | DC                      |
| Vito Bellafiore             | Sicilia               | Alcamo                               | PCI                     |
| Ugo Benassi                 | Emilia-Romagna        | Reggio Emilia                        | PCI                     |
| Claudio Beorchia            | Friuli-Venezia Giulia | Tolmezzo                             | DC                      |
| Enzo Berlanda               | Lombardia             | Clusone                              | DC                      |
| Giovanni Berlinguer         | Toscana               | Livorno                              | PCI                     |
| Guido Bernardi              | Lazio                 | Latina                               | DC                      |
| Lionello Bertoldi           | Trentino-Alto Adige   | Rovereto                             | PCI                     |
| Mario Biagioni              | Toscana               | Grosseto                             | MSI-DN                  |
| Gianpaolo Bissi             | Lombardia             | Sondrio                              | PSDI                    |
| Lovrano Bisso               | Liguria               | Genova I                             | PCI                     |
| Carlo Bo                    | A vita                | –                                    | DC                      |
| Marco Boato                 | Trentino-Alto Adige   | Trento                               | FED (PSI-PSDI-PR-Verdi) |
| Norberto Bobbio             | A vita                | –                                    | PSI                     |
| Giuseppe Boffa              | Campania              | Napoli V                             | PCI                     |
| Carlo Boggio                | Piemonte              | Vercelli                             | DC                      |
| Arrigo Boldrini             | Emilia-Romagna        | Ravenna                              | PCI                     |
| Rodolfo Bollini             | Lombardia             | Rho                                  | PCI                     |
| Adriano Bompiani            | Puglia                | Altamura                             | DC                      |
| Gilberto Bonalumi           | Lombardia             | Treviglio                            | DC                      |
| Vincenza Bono Parrino       | Sicilia               | Alcamo                               | PSDI                    |
| Cirillo Bonora              | Lombardia             | Mantova                              | DC                      |
| Manfredi Bosco              | Campania              | Santa Maria Capua Vetere - Aversa    | DC                      |
| Umberto Bossi               | Lombardia             | Varese                               | Misto (Lega)            |
| Eugenio Bozzello Verole     | Piemonte              | Ivrea                                | PSI                     |
| Alfio Brina                 | Piemonte              | Alessandria-Tortona                  | PCI                     |
| Paolo Bufalini              | Lazio                 | Roma III                             | PCI                     |
| Attilio Busseti             | Puglia                | Molfetta                             | DC                      |
| Ivo Butini                  | Toscana               | Montevarchi                          | DC                      |
| Paolo Cabras                | Lazio                 | Roma V                               | DC                      |
| Matilde Callari Galli       | Emilia-Romagna        | Bologna II                           | PCI                     |
| Maurizio Calvi              | Lazio                 | Latina                               | PSI                     |
| Francesco Candioto          | Sicilia               | Termini Imerese - Cefalù             | Misto (PLI)             |
| Giuseppe Cannata            | Puglia                | Taranto                              | PCI                     |
| Lorenzo Cappelli            | Emilia-Romagna        | Forlì-Faenza                         | DC                      |
| Umberto Cappuzzo            | Sicilia               | Termini Imerese - Cefalù             | DC                      |
| Emanuele Cardinale          | Basilicata            | Matera                               | PCI                     |
| Antonio Cariglia            | Toscana               | Massa-Carrara                        | PSDI (PSI-PSDI-PR)      |
| Guido Carli                 | Lombardia             | Brescia                              | DC                      |
| Natale Carlotto             | Piemonte              | Mondovì                              | DC                      |
| Gianuario Carta             | Sardegna              | Nuoro                                | DC                      |
| Archimede Casadei Lucchi    | Emilia-Romagna        | Cesena                               | PCI                     |
| Aroldo Cascia               | Marche                | Jesi-Senigallia                      | PCI                     |
| Giorgio Casoli              | Umbria                | Perugia I                            | PSI                     |
| Roberto Cassola             | Piemonte              | Alessandria-Tortona                  | PSI                     |
| Franco Castiglione          | Friuli-Venezia Giulia | Tolmezzo                             | PSI                     |
| Francesco Cattanei          | Liguria               | Genova IV                            | DC                      |
| Filippo Cavazzuti           | Emilia-Romagna        | Modena                               | SI (PCI)                |
| Anna Gabriella Ceccatelli   | Lazio                 | Roma VII                             | DC                      |
| Giuseppe Chiarante          | Lombardia             | Mantova                              | PCI                     |
| Gerardo Chiaromonte         | Campania              | Napoli VI                            | PCI                     |
| Vittorio Chiesura           | Veneto                | Chioggia                             | PCI                     |
| Michele Chimenti            | Sicilia               | Partinico-Monreale                   | DC                      |
| Francesco Cimino            | Sicilia               | Patti                                | PSI                     |
| Giorgio Cisbani             | Marche                | Fermo                                | PCI                     |
| Severino Citaristi          | Lombardia             | Bergamo                              | DC                      |
| Giovanni Silvestro Coco     | Sicilia               | Caltanissetta                        | DC                      |
| Rocco Coletta               | Campania              | Cerreto Sannita                      | PRI                     |
| Vittorino Colombo           | Lombardia             | Sondrio                              | DC                      |
| Mario Condorelli            | Campania              | Napoli I                             | DC                      |
| Vito Consoli                | Puglia                | Martina Franca                       | PCI                     |
| Franco Corleone             | Lombardia             | Milano III                           | FED (PR)                |
| Marino Cortese              | Veneto                | Este                                 | DC                      |
| Armando Cossutta            | Lombardia             | Vigevano                             | PCI                     |
| Luigi Covatta               | Emilia-Romagna        | Ferrara                              | PSI (PSI-PSDI-PR)       |
| Francesco Alberto Covello   | Calabria              | Castrovillari-Paola                  | DC                      |
| Giorgio Covi                | Lombardia             | Milano III                           | PRI                     |
| Romualdo Coviello           | Basilicata            | Corleto Perticara                    | DC                      |
| Piero Craveri               | Piemonte              | Alessandria-Tortona                  | FED (PR)                |
| Salvatore Crocetta          | Sicilia               | Piazza Armerina                      | PCI                     |
| Sergio Cuminetti            | Emilia-Romagna        | Piacenza                             | DC                      |
| Achille Cutrera             | Lombardia             | Abbiategrasso                        | PSI                     |
| Saverio D'Amelio            | Basilicata            | Tricarico                            | DC                      |
| Germano De Cinque           | Abruzzo               | Chieti                               | DC                      |
| Giorgio De Giuseppe         | Puglia                | Gallipoli-Galatina                   | DC                      |
| Gabriele De Rosa            | Veneto                | Treviso                              | DC                      |
| Salverino De Vito           | Campania              | Sant'Angelo dei Lombardi             | DC                      |
| Costante Degan              | Veneto                | Mirano                               | DC                      |
| Costantino Dell'Osso        | Puglia                | Lucera                               | PSDI                    |
| Osvaldo Di Lembo            | Molise                | Larino                               | DC                      |
| Corradino Di Stefano        | Abruzzo               | Teramo                               | DC                      |
| Alfredo Diana               | Lombardia             | Lodi                                 | DC                      |
| Angelo Dionisi              | Lazio                 | Rieti                                | PCI                     |
| Giuseppe Dipaola            | Puglia                | Barletta-Trani                       | PRI                     |
| Carlo Donat-Cattin          | Piemonte              | Alba                                 | DC                      |
| Angelo Donato               | Calabria              | Catanzaro                            | DC                      |
| Cesare Dujany               | Valle d'Aosta         | Aosta                                | Misto (UV-ADP-PRI)      |
| Leopoldo Elia               | Lazio                 | Roma VIII                            | DC                      |
| Umberto Emo Capodilista     | Veneto                | Padova                               | DC                      |
| Franco Evangelisti          | Lazio                 | Roma I                               | DC                      |
| Fabio Fabbri                | Emilia-Romagna        | Parma                                | PSI (PSI-PSDI-PR)       |
| Pietro Fabris               | Veneto                | Bassano del Grappa                   | DC                      |
| Franca Falcucci             | Campania              | Cerreto Sannita                      | DC                      |
| Amintore Fanfani            | A vita                | –                                    | DC                      |
| Giuseppe Fassino            | Piemonte              | Cuneo-Saluzzo                        | Misto (PLI)             |
| Mauro Favilla               | Toscana               | Lucca                                | DC                      |
| Isa Ferraguti               | Emilia-Romagna        | Carpi                                | PCI                     |
| Maurizio Ferrara            | Lazio                 | Velletri                             | PCI                     |
| Pietro Ferrara              | Sicilia               | Noto                                 | PSI                     |
| Mario Ferrari Aggradi       | Veneto                | Conegliano-Oderzo                    | DC                      |
| Cristoforo Filetti          | Sicilia               | Acireale                             | MSI-DN                  |
| Mario Fioret                | Friuli-Venezia Giulia | Pordenone                            | DC                      |
| Peppino Fiori               | Sardegna              | Oristano                             | SI (PCI)                |
| Michele Florino             | Campania              | Napoli V                             | MSI-DN                  |
| Vittorio Foa                | Piemonte              | Torino FIAT Aeritalia Ferriere       | SI (PCI)                |
| Paolo Fogu                  | Sardegna              | Iglesias                             | PSI (ALS)               |
| Elio Fontana                | Lombardia             | Salò                                 | DC                      |
| Giovanni Angelo Fontana     | Veneto                | Verona Collina                       | DC                      |
| Alessandro Fontana          | Marche                | Fermo                                | DC                      |
| Francesco Forte             | Lombardia             | Sondrio                              | PSI                     |
| Antonio Franchi             | Abruzzo               | Teramo                               | PCI                     |
| Francesco Franco            | Calabria              | Reggio Calabria                      | MSI-DN                  |
| Luigi Franza                | Campania              | Benevento - Ariano Irpino            | PSDI                    |
| Menotti Galeotti            | Toscana               | Arezzo                               | PCI                     |
| Ignazio Marcello Gallo      | Piemonte              | Pinerolo                             | DC                      |
| Vittorio Dante Gambino      | Sicilia               | Agrigento                            | PCI                     |
| Carmine Garofalo            | Calabria              | Cosenza                              | PCI                     |
| Luigi Genovese              | Sicilia               | Patti                                | DC                      |
| Guido Gerosa                | Lombardia             | Vimercate                            | PSI                     |
| Aldo Giacché                | Liguria               | La Spezia                            | PCI                     |
| Delio Giacometti            | Veneto                | Schio                                | DC                      |
| Giuseppe Giacovazzo         | Puglia                | Tricase                              | DC                      |
| Antonio Giagu De Martini    | Sardegna              | Tempio-Ozieri                        | DC                      |
| Lorenzo Gianotti            | Piemonte              | Susa                                 | PCI                     |
| Antonio Giolitti            | Lombardia             | Pavia                                | SI (PCI)                |
| Gino Giugni                 | Veneto                | San Donà di Piave                    | PSI                     |
| Franco Giustinelli          | Umbria                | Terni                                | PCI                     |
| Cesare Golfari              | Lombardia             | Lecco                                | DC                      |
| Piergiorgio Gradari         | Veneto                | Venezia                              | MSI-DN                  |
| Luigi Granelli              | Lombardia             | Vimercate                            | DC                      |
| Niccolò Grassi Bertazzi     | Sicilia               | Acireale                             | DC                      |
| Antonio Graziani            | Toscana               | Viareggio                            | DC                      |
| Francesco Greco             | Sicilia               | Siracusa                             | PCI                     |
| Libero Gualtieri            | Emilia-Romagna        | Ravenna                              | PRI                     |
| Francesco Guizzi            | Campania              | Torre del Greco                      | PSI                     |
| Giuseppe Guzzetti           | Lombardia             | Cantù                                | DC                      |
| Manlio Ianni                | Lazio                 | Rieti                                | DC                      |
| Mauro Ianniello             | Campania              | Nola                                 | DC                      |
| Giuseppe Iannone            | Puglia                | Lucera                               | PCI                     |
| Nicola Imbriaco             | Campania              | Napoli IV                            | PCI                     |
| Ferdinando Imposimato       | Campania              | Santa Maria Capua Vetere - Aversa    | PCI                     |
| Antonio Mario Innamorato    | Campania              | Sala Consilina - Vallo della Lucania | PSI                     |
| Bruno Kessler               | Trentino-Alto Adige   | Mezzolombardo                        | DC                      |
| Antonino La Russa           | Sicilia               | Catania II                           | MSI-DN                  |
| Luciano Lama                | Emilia-Romagna        | Castelnovo ne' Monti - Sassuolo      | PCI                     |
| Michele Lauria              | Sicilia               | Enna                                 | DC                      |
| Ezio Leonardi               | Piemonte              | Novara                               | DC                      |
| Giovanni Leone              | A vita                | –                                    | Misto                   |
| Lucio Libertini             | Piemonte              | Casale Monferrato - Chivasso         | PCI                     |
| Nicolò Lipari               | Veneto                | Cittadella                           | DC                      |
| Domenico Raffaello Lombardi | Molise                | Campobasso-Isernia                   | DC                      |
| Franco Longo                | Veneto                | Este                                 | PCI                     |
| Pasquale Lops               | Puglia                | Molfetta                             | PCI                     |
| Maurizio Lotti              | Lombardia             | Ostiglia                             | PCI                     |
| Emanuele Macaluso           | Sicilia               | Sciacca                              | PCI                     |
| Francesco Macis             | Sardegna              | Iglesias                             | PCI                     |
| Roberto Maffioletti         | Lazio                 | Frosinone                            | PCI                     |
| Giovanni Malagodi           | Lombardia             | Milano I                             | Misto (PLI)             |
| Tommaso Mancia              | Marche                | Ancona                               | PSI                     |
| Nicola Mancino              | Campania              | Avellino                             | DC                      |
| Maria Rosaria Manieri       | Puglia                | Gallipoli-Galatina                   | PSI                     |
| Alfredo Mantica             | Lombardia             | Milano IV                            | MSI-DN                  |
| Giovanni Manzini            | Emilia-Romagna        | Modena                               | DC                      |
| Riccardo Margheriti         | Toscana               | Siena                                | PCI                     |
| Elena Marinucci Mariani     | Abruzzo               | L'Aquila-Sulmona                     | PSI                     |
| Gianfranco Mariotti         | Liguria               | La Spezia                            | FED (PSI-PSDI-PR)       |
| Vittorio Marniga            | Lombardia             | Breno                                | PSI                     |
| Francesco Mazzola           | Piemonte              | Cuneo-Saluzzo                        | DC                      |
| Giambattista Melotto        | Veneto                | Verona I                             | DC                      |
| Delio Meoli                 | Liguria               | Genova III                           | PSI (PSI-PSDI-PR)       |
| Roberto Meraviglia          | Lazio                 | Civitavecchia                        | PSI                     |
| Luigi Meriggi               | Lombardia             | Voghera                              | PCI                     |
| Cesare Merzagora            | A vita                | –                                    | Misto                   |
| Maurizio Mesoraca           | Calabria              | Crotone                              | PCI                     |
| Pietro Mezzapesa            | Puglia                | Monopoli                             | DC                      |
| Paolo Micolini              | Friuli-Venezia Giulia | Cividale del Friuli                  | DC                      |
| Romano Misserville          | Lazio                 | Frosinone                            | MSI-DN                  |
| Marisa Moltisanti           | Sicilia               | Noto                                 | MSI-DN                  |
| Pietro Montresori           | Sardegna              | Sassari                              | DC                      |
| Gianpaolo Mora              | Emilia-Romagna        | Borgotaro-Salsomaggiore              | DC                      |
| Maria Fida Moro             | Puglia                | Bitonto                              | DC                      |
| Antonio Muratore            | Lazio                 | Tivoli                               | PSI                     |
| Antonino Murmura            | Calabria              | Vibo Valentia                        | DC                      |
| Claudio Napoleoni           | Piemonte              | Biella                               | SI (PCI)                |
| Antonio Natali              | Lombardia             | Rho                                  | PSI                     |
| Giorgio Nebbia              | Puglia                | Brindisi                             | SI (PCI)                |
| Gualtiero Nepi              | Marche                | Ascoli Piceno                        | DC                      |
| Carla Federica Nespolo      | Piemonte              | Acqui Terme - Novi Ligure            | PCI                     |
| Giovanni Maria Nieddu       | Abruzzo               | Avezzano                             | DC                      |
| Venanzio Nocchi             | Umbria                | Città di Castello                    | PCI                     |
| Franca Ongaro               | Veneto                | Venezia                              | SI (PCI)                |
| Pierluigi Onorato           | Toscana               | Firenze III                          | SI (PCI)                |
| Giulio Orlando              | Puglia                | Martina Franca                       | DC                      |
| Adriano Ossicini            | Umbria                | Orvieto                              | SI (PCI)                |
| Maurizio Pagani             | Piemonte              | Novara                               | PSDI                    |
| Francesco Parisi            | Sicilia               | Caltagirone                          | DC                      |
| Gianfranco Pasquino         | Emilia-Romagna        | Portomaggiore                        | SI (PCI)                |
| Francesco Patriarca         | Campania              | Castellammare di Stabia              | DC                      |
| Angelo Pavan                | Veneto                | Vittorio Veneto - Montebelluna       | DC                      |
| Ugo Pecchioli               | Piemonte              | Torino Dora Oltre Stura Collina      | PCI                     |
| Francesco Perina            | Veneto                | Verona Pianura                       | DC                      |
| Giuseppe Perricone          | Sicilia               | Trapani                              | PRI                     |
| Sandro Pertini              | A vita                | –                                    | PSI                     |
| Pasquale Perugini           | Calabria              | Cosenza                              | DC                      |
| Onofrio Petrara             | Puglia                | Altamura                             | PCI                     |
| Giuseppe Lelio Petronio     | Calabria              | Lamezia Terme                        | FED (PSI-PSDI-PR)       |
| Sossio Pezzullo             | Campania              | Eboli                                | PSI                     |
| Angelo Picano               | Lazio                 | Sora-Cassino                         | DC                      |
| Piero Pieralli              | Toscana               | Prato                                | PCI                     |
| Luigi Pierri                | Basilicata            | Corleto Perticara                    | PSI                     |
| Mario Pinna                 | Sardegna              | Nuoro                                | PCI                     |
| Michele Pinto               | Campania              | Sala Consilina - Vallo della Lucania | DC                      |
| Giorgio Pisanò              | Lombardia             | Milano II                            | MSI-DN                  |
| Pietro Pizzo                | Sicilia               | Trapani                              | PSI                     |
| Giorgio Pizzol              | Veneto                | Vittorio Veneto - Montebelluna       | PSI                     |
| Luigi Poli                  | Piemonte              | Asti                                 | DC                      |
| Guido Pollice               | Lombardia             | Milano III                           | Misto (DP)              |
| Renato Pollini              | Toscana               | Grosseto                             | PCI                     |
| Francesco Pontone           | Campania              | Napoli IV                            | MSI-DN                  |
| Giorgio Postal              | Trentino-Alto Adige   | Pergine Valsugana                    | DC                      |
| Cesare Pozzo                | Piemonte              | Torino Centro                        | MSI-DN                  |
| Giovanni Prandini           | Lombardia             | Chiari                               | DC                      |
| Emilio Pulli                | Puglia                | Lecce                                | DC                      |
| Nicola Putignano            | Puglia                | Monopoli                             | PSI                     |
| Giovanni Ranalli            | Lazio                 | Civitavecchia                        | PCI                     |
| Antonio Rastrelli           | Campania              | Napoli III                           | MSI-DN                  |
| Camilla Ravera              | A vita                | –                                    | PCI                     |
| Francesco Rebecchini        | Lombardia             | Crema                                | DC                      |
| Augusto Rezzonico           | Lombardia             | Busto Arsizio                        | DC                      |
| Giovanni Ricevuto           | Sicilia               | Messina                              | PSI                     |
| Mario Rigo                  | Veneto                | Mirano                               | PSI                     |
| Massimo Riva                | Lombardia             | Abbiategrasso                        | SI (PCI)                |
| Roland Riz                  | Trentino-Alto Adige   | Bolzano                              | Misto (PPST)            |
| Domenico Rosati             | Toscana               | Arezzo                               | DC                      |
| Guido Rossi                 | Lombardia             | Milano V                             | SI (PCI)                |
| Hans Rubner                 | Trentino-Alto Adige   | Bressanone                           | Misto (PPST)            |
| Roberto Ruffilli            | Lazio                 | Roma II                              | DC                      |
| Gian Carlo Ruffino          | Liguria               | Savona                               | DC                      |
| Giorgio Ruffolo             | Lombardia             | Milano VI                            | PSI                     |
| Mariano Rumor               | Veneto                | Vicenza                              | DC                      |
| Rosa Russo Jervolino        | Abruzzo               | Lanciano-Vasto                       | DC                      |
| Carmelo Francesco Salerno   | Basilicata            | Matera                               | DC                      |
| Ersilia Salvato             | Campania              | Torre del Greco                      | PCI                     |
| Franco Salvi                | Lombardia             | Breno                                | DC                      |
| Carlo Sanna                 | Sardegna              | Cagliari                             | Misto (PSDA)            |
| Carmelo Santalco            | Sicilia               | Barcellona Pozzo di Gotto            | DC                      |
| Renzo Santini               | Emilia-Romagna        | Portomaggiore                        | PSI (PSI-PSDI-PR)       |
| Learco Saporito             | Umbria                | Foligno-Spoleto                      | DC                      |
| Giuseppe Saragat            | A vita                | –                                    | PSDI                    |
| Paolo Sartori               | Lazio                 | Viterbo                              | DC                      |
| Umberto Scardaoni           | Liguria               | Savona                               | PCI                     |
| Gino Scevarolli             | Lombardia             | Ostiglia                             | PSI                     |
| Gianna Schelotto            | Liguria               | Genova II                            | PCI                     |
| Concetto Scivoletto         | Sicilia               | Ragusa                               | PCI                     |
| Giovanna Senesi             | Lombardia             | Vimercate                            | PCI                     |
| Rino Serri                  | Veneto                | Mirano                               | PCI                     |
| Ferdinando Signorelli       | Lazio                 | Viterbo                              | MSI-DN                  |
| Silvano Signori             | Toscana               | Grosseto                             | PSI (PSI-PSDI-PR)       |
| Piergiorgio Sirtori         | Lombardia             | Milano III                           | Misto (LV)              |
| Gianfranco Spadaccia        | Lazio                 | Roma VI                              | FED (PR)                |
| Giovanni Spadolini          | Lombardia             | Milano I                             | PRI                     |
| Giuseppe Specchia           | Puglia                | Brindisi                             | MSI-DN                  |
| Stojan Spetic               | Friuli-Venezia Giulia | Trieste II                           | PCI                     |
| Giorgio Spitella            | Umbria                | Perugia I                            | DC                      |
| Ugo Sposetti                | Lazio                 | Viterbo                              | PCI                     |
| Giorgio Strehler            | Lombardia             | Milano VI                            | SI (PCI)                |
| Francesco Tagliamonte       | Campania              | Napoli II                            | DC                      |
| Antonio Taramelli           | Lombardia             | Lodi                                 | PCI                     |
| Paolo Emilio Taviani        | Liguria               | Chiavari                             | DC                      |
| Giglia Tedesco Tatò         | Toscana               | Montevarchi                          | PCI                     |
| Glauco Torlontano           | Abruzzo               | Pescara                              | PCI                     |
| Giorgio Tornati             | Marche                | Pesaro-Fano                          | PCI                     |
| Graziella Tossi             | Umbria                | Perugia II                           | PCI                     |
| Lucio Toth                  | Campania              | Napoli III                           | DC                      |
| Riccardo Triglia            | Piemonte              | Casale Monferrato - Chivasso         | DC                      |
| Girolamo Tripodi            | Calabria              | Palmi                                | PCI                     |
| Boris Ulianich              | Campania              | Napoli I                             | SI (PCI)                |
| Leo Valiani                 | A vita                | –                                    | PRI                     |
| Claudio Vecchi              | Emilia-Romagna        | Ferrara                              | PCI                     |
| Tullio Vecchietti           | Lazio                 | Roma IV                              | PCI                     |
| Bruno Vella                 | Lazio                 | Rieti                                | PSI                     |
| Antonio Ventre              | Campania              | Caserta                              | DC                      |
| Giovanni Venturi            | Marche                | Urbino                               | DC                      |
| Ernesto Vercesi             | Lombardia             | Cremona                              | DC                      |
| Edoardo Vesentini           | Toscana               | Volterra                             | SI (PCI)                |
| Ugo Vetere                  | Lazio                 | Roma VII                             | PCI                     |
| Glicerio Vettori            | Trentino-Alto Adige   | Rovereto                             | DC                      |
| Giuseppe Vignola            | Campania              | Afragola                             | PCI                     |
| Giuseppe Visca              | Piemonte              | Acqui Terme - Novi Ligure            | PSI                     |
| Roberto Visconti            | Campania              | Salerno                              | PCI                     |
| Bruno Visentini             | Lazio                 | Roma I                               | PRI                     |
| Roberto Visibelli           | Puglia                | Barletta-Trani                       | MSI-DN                  |
| Claudio Vitalone            | Lazio                 | Frosinone                            | DC                      |
| Paolo Volponi               | Marche                | Urbino                               | PCI                     |
| Benigno Zaccagnini          | Emilia-Romagna        | Fiorenzuola d'Arda - Fidenza         | DC                      |
| Siro Zanella                | Veneto                | Belluno                              | PSI                     |
| Andrea Zangara              | Sicilia               | Corleone-Bagheria                    | DC                      |
| Ortensio Zecchino           | Campania              | Benevento - Ariano Irpino            | DC                      |
| Sisinio Zito                | Calabria              | Locri                                | PSI (PSI-PSDI-PR)       |
| Grazia Zuffa                | Toscana               | Firenze II                           | PCI                     |

## Senatori proclamati eletti ad inizio legislatura
Di seguito i senatori proclamati eletti in surrogazione dei candidati plurieletti optanti per la Camera dei deputati.
| Surrogato          | Surrogante             | Lista | Circoscrizione |
| ------------------ | ---------------------- | ----- | -------------- |
| Marco Pannella     | Piero Craveri          | PR    | Piemonte       |
| Raffaele Costa     | Giuseppe Fassino       | PLI   | Piemonte       |
| Franco Nicolazzi   | Maurizio Pagani        | PSDI  | Piemonte       |
| Mario Capanna      | Guido Pollice          | DP    | Lombardia      |
| Arnaldo Forlani    | Giovanni Maria Venturi | DC    | Marche         |
| Franco Piga        | Giovanni Amabile       | DC    | Campania       |
| Giorgio Napolitano | Pasquale Lops          | PCI   | Puglia         |
| Nicola Savino      | Luigi Rosario Pierri   | PSI   | Basilicata     |

1. ↑  Dopo l'ulteriore opzione di Maria Adelaide Aglietta per la Camera.

## Modifiche intervenute

### Modifiche intervenute nella composizione dell'assemblea
| Uscente                    | Entrante                   | Data subentro | Circoscrizione                |
| -------------------------- | -------------------------- | ------------- | ----------------------------- |
| Piero Craveri              | Lorenzo Strik Lievers      | 09.07.1987    | Piemonte                      |
| Francesco Rebecchini       | Walter Fontana             | 19.01.1988    | Lombardia                     |
| Vito Bellafiore            | Giuseppe Vitale            | 25.02.1988    | Sicilia                       |
| Roberto Ruffilli           | Carlo Tani                 | 22.04.1988    | Lazio                         |
| Costante Degan             | Emilio Neri                | 06.07.1988    | Veneto                        |
| Claudio Napoleoni          | Giovanni Correnti          | 03.08.1988    | Piemonte                      |
| Mario Biagioni             | Sergio Sanesi              | 06.02.1989    | Toscana                       |
| Antonio Taramelli          | Andrea Margheri            | 04.10.1989    | Lombardia                     |
| Benigno Zaccagnini         | Armando Foschi             | 09.11.1989    | Emilia-Romagna                |
| Vito Consoli               | Orazio Montinaro           | 15.11.1989    | Puglia                        |
| Mariano Rumor              | Vielmo Duò                 | 24.01.1990    | Veneto                        |
| Gianfranco Spadaccia       | Domenico Modugno           | 19.04.1990    | Lazio                         |
| Giuseppe Cannata           | Giovanni Pellegrino        | 12.12.1990    | Puglia                        |
| Carlo Donat-Cattin         | Gianfranco Chessa          | 26.03.1991    | Piemonte                      |
| Ernesto Vercesi            | Maria Paola Colombo Svevo  | 27.03.1991    | Lombardia                     |
| Bruno Kessler              | Alberto Robol              | 27.03.1991    | Trentino-Alto Adige           |
| Antonio Natali             | Giovanni Beniamino Valcavi | 27.03.1991    | Lombardia                     |
| Giovanni Malagodi          | Pietro Fiocchi             | 19.04.1991    | Lombardia                     |
| –                          | Giovanni Spadolini         | 02.05.1991    | A vita (nomina presidenziale) |
| Giovanni Spadolini         | Giovanni Ferrara Salute    | 08.05.1991    | Lombardia                     |
| –                          | Giovanni Agnelli           | 01.06.1991    | A vita (nomina presidenziale) |
| –                          | Giulio Andreotti           | 01.06.1991    | A vita (nomina presidenziale) |
| –                          | Francesco De Martino       | 01.06.1991    | A vita (nomina presidenziale) |
| –                          | Paolo Emilio Taviani       | 01.06.1991    | A vita (nomina presidenziale) |
| Paolo Emilio Taviani       | Antonino Pagani            | 19.06.1991    | Liguria                       |
| Giovanni Beniamino Valcavi | Bruno Pellegrino           | 19.06.1991    | Lombardia                     |
| Roberto Cassola            | Cornelio Masciadri         | 10.07.1991    | Piemonte                      |
| Delio Giacometti           | Franco Pilla               | 17.07.1991    | Veneto                        |
| Francesco Franco           | Elio Colosimo              | 26.11.1991    | Calabria                      |
| Francesco Guizzi           | Giuseppe Russo             | 27.11.1991    | Campania                      |
| Gianfranco Mariotti        | Massimo Teodori            | 15.01.1992    | Liguria                       |
| Attilio Busseti            | Severino Fallucchi         | 30.01.1992    | Puglia                        |
| Enzo Berlanda              | Mario Viganò               | 13.02.1992    | Lombardia                     |

1. 1 2  Nominato senatore a vita, è surrogato in qualità di senatore di origine elettiva.

### Modifiche intervenute nella composizione dei gruppi

#### Democrazia Cristiana
- In data 18.11.1988 aderisce al gruppo Giovanni Leone, proveniente dal gruppo misto.
- in data 07.03.1991 lascia il gruppo Maria Fida Moro, che aderisce al gruppo PRC.
- In data 18.06.1991 aderisce al gruppo Giulio Andreotti, divenuto senatore a vita.
- In data 20.06.1991 la consistenza del gruppo aumenta di un'unità per effetto dell'adesione di Antonino Pagani, subentrato a Paolo Emilio Taviani (divenuto senatore a vita).
- In data 25.11.1991 aderisce al gruppo Giuseppe Perricone, proveniente dal gruppo PRI.

#### Partito Comunista Italiano
- In data 04.08.1988 la consistenza del gruppo aumenta di un'unità per effetto dell'adesione di Giovanni Correnti, subentrato a Claudio Napoleoni già appartenente al gruppo SI.
- In data 14.04.1988 la consistenza del gruppo diminuisce di un'unità per il decesso della senatrice a vita Camilla Ravera.
- In data 12.02.1991 il gruppo assume la denominazione di Comunista-PDS.

#### Partito Socialista Italiano
- In data 10.01.1988 aderisce al gruppo Luigi Franza, proveniente dal gruppo PSDI.
- In data 13.09.1989 lascia il gruppo Mario Rigo, che aderisce al gruppo misto.
- In data 21.12.1989 aderisce al gruppo Costantino Dell'Osso, proveniente dal gruppo PSDI.
- In data 02.01.1990 lascia il gruppo Giorgio Pizzol, che aderisce al gruppo misto.
- In data 24.02.1990 la consistenza del gruppo diminuisce di un'unità per il decesso del senatore a vita Sandro Pertini.
- In data 19.06.1991 aderisce al gruppo Francesco De Martino, divenuto senatore a vita.

#### Sinistra indipendente
- In data 31.07.1988 la consistenza del gruppo diminuisce di un'unità: Giovanni Correnti (subentrato a Claudio Napoleoni) aderisce al gruppo PCI.
- In data 01.03.1991 lascia il gruppo Vittorio Foa, che aderisce al gruppo PDS.

#### Movimento Sociale Italiano - Destra Nazionale
- In data 17.07.1991 lascia il gruppo Giorgio Pisanò, che aderisce al gruppo misto.

#### Partito Repubblicano Italiano
- In data 09.05.1991 la consistenza del gruppo aumenta di un'unità per effetto dell'adesione di Giovanni Ferrara Salute, subentrato a Giovanni Spadolini (divenuto senatore a vita).
- In data 25.11.1991 lascia il gruppo Giuseppe Perricone, che aderisce al gruppo DC.

#### Partito Socialista Democratico Italiano
- In data 10.01.1988 lascia il gruppo Luigi Franza, che aderisce al gruppo PSI.
- In data 11.06.1988 la consistenza del gruppo diminuisce di un'unità per il decesso del senatore a vita Giuseppe Saragat.
- In data 21.12.1989 lascia il gruppo Costantino Dell'Osso, che aderisce al gruppo PSI.
- In data 15.01.1990 aderisce al gruppo Giorgio Pizzol, proveniente dal gruppo misto.

#### Federalista Europeo Ecologista
- Nessuna modifica intervenuta.

#### Comunista - PDS
- Il gruppo si costituisce in data 12.02.1991.
- In data 01.03.1991 aderisce al gruppo Vittorio Foa, proveniente dal gruppo SI.

#### Partito della Rifondazione Comunista
- Il gruppo si costituisce in data 06.02.1991. Ad esso aderiscono Armando Cossutta, Salvatore Crocetta, Angelo Dionisi, Lucio Libertini, Luigi Meriggi, Ersilia Salvato, Rino Serri, Stojan Spetič, Girolamo Tripodi, Giuseppe Vitale e Paolo Volponi, provenienti dal dissolto gruppo PCI.
- In data 07.03.1991 aderisce al gruppo Maria Fida Moro, proveniente dal gruppo DC.
- In data 25.11.1991 lascia il gruppo Maria Fida Moro, che aderisce al gruppo misto.

#### Gruppo misto
- In data 18.11.1988 lascia il gruppo Giovanni Leone, che aderisce al gruppo DC.
- In data 13.09.1989 aderisce al gruppo Mario Rigo, proveniente dal gruppo PSI.
- In data 02.01.1990 aderisce al gruppo Giorgio Pizzol, proveniente dal gruppo PSI.
- In data 15.01.1990 lascia il gruppo Giorgio Pizzol, che aderisce al gruppo PSDI.
- In data 01.05.1991 la consistenza del gruppo diminuisce di un'unità per il decesso del senatore a vita Cesare Merzagora.
- In data 19.06.1991 aderisce al gruppo Giovanni Agnelli, divenuto senatore a vita.
- In data 17.07.1991 aderisce al gruppo Giorgio Pisanò, proveniente dal gruppo MSI-DN.
- In data 25.11.1991 aderisce al gruppo Maria Fida Moro, proveniente dal gruppo PRC.

## Organizzazione interna ai gruppi
| Gruppo                                        | Presidente                                                                        | Vicepresidenti | Segretari | Altre cariche                                                                                 |
| --------------------------------------------- | --------------------------------------------------------------------------------- | --- | --- | --------------------------------------------------------------------------------------------- |
| Democratico Cristiano                         | - Nicola Mancino                                                                  | - Gianfranco Aliverti Vicepresidente vicario: - Francesco Mazzola | - Claudio Beorchia - Ivo Butini (fino al 13.04.1988) - Gian Carlo Ruffino (fino al 3.08.1989) - Francesco Patriarca (dal 19.09.1989)                                    | Segretari amministrativi - Elio Fontana (fino al 13.04.1988) - Luciano Bausi (dal 13.04.1988) |
| Comunista / Comunista - PDS                   | - Ugo Pecchioli                                                                   | Vicepresidenti vicari: - Lucio Libertini (dal 2.08.1989 al 6.02.1991) - Antonio Silvano Andriani (fino al 2.08.1989) - Giglia Tedesco Tatò - Roberto Maffioletti (dal 2.08.1989) - Renato Pollini (dal 17.04.1991) | - Giuseppe Cannata (fino al 2.12.1990) - Franco Giustinelli - Roberto Maffioletti (fino al 2.08.1989) - Graziella Tossi (dal 2.08.1989) - Ugo Sposetti (dal 17.04.1991) | –                                                                                             |
| Partito Socialista Italiano                   | - Fabio Fabbri                                                                    | Vicepresidenti vicari: - Silvano Signori - Bruno Vella (dal 27.09.1989) - Luigi Franza (dal 27.09.1989) | - Modestino Acone - Siro Zanella (fino al 28.01.1988) - Vittorio Marniga (dal 28.01.1988)                                                                               | –                                                                                             |
| Sinistra indipendente                         | - Massimo Riva                                                                    | Vicepresidente vicario: - Filippo Cavazzuti | - Pierluigi Onorato | –                                                                                             |
| Movimento Sociale Italiano - Destra Nazionale | - Cristoforo Filetti                                                              | - Antonio Rastrelli Vicepresidente vicario: - Romano Misserville | - Piergiorgio Gradari | Revisori dei conti - Francesco Pontone - Roberto Visibelli                                    |
| Repubblicano                                  | - Libero Gualtieri                                                                | Vicepresidente vicario: - Giorgio Covi | - Giuseppe Dipaola | –                                                                                             |
| Partito Socialista Democratico Italiano       | - Antonio Cariglia (fino al 27.07.1989) - Vincenza Bono Parrino (dal 27.07.1989)  | Vicepresidente vicario: - Vincenza Bono Parrino (fino al 27.07.1989) | - Gianpaolo Bissi (fino al 26.07.1989) | Segretario amministrativo - Maurizio Pagani (dal 27.07.1989)                                  |
| Federalista Europeo Ecologista                | - Gianfranco Spadaccia (fino al 10.04.1990) - Francesco Corleone (dal 12.04.1990) | – | – | –                                                                                             |
| Partito della Rifondazione Comunista          | - Lucio Libertini                                                                 | Vicepresidente vicario: - Stojan Spetic | – | Segretario amministrativo - Giuseppe Vitale                                                   |
| Gruppo misto                                  | - Roland Riz                                                                      | Vicepresidente vicario: - Cesare Amato Dujany | - Carlo Sanna | –                                                                                             |

### Composizione dei comitati direttivi
Democratico Cristiano
- Luciano Bausi (fino al 13.04.1988)
- Vittorino Colombo
- Marino Cortese
- Giuseppe Giacovazzo
- Giuseppe Guzzetti (fino al 3.08.1989)
- Manlio Ianni
- Francesco Patriarca (fino al 19.09.1989)
- Andrea Zangara
- Lorenzo Cappelli (dal 19.05.1988)
- Domenico Raffaello Lombardi (dal 19.05.1988)
- Germano De Cinque (dal 3.08.1989)
- Cesare Golfari (dal 3.08.1989)

Comunista
- Aureliana Alberici (fino al 2.08.1989)
- Luciano Barca
- Armando Cossutta (fino al 6.02.1991)
- Nicola Imbriaco
- Ferdinando Imposimato (fino al 2.08.1989)
- Luciano Lama
- Emanuele Macaluso (fino al 2.08.1989)
- Francesco Macis (fino al 2.08.1989)
- Piero Pieralli (fino al 2.08.1989)
- Ersilia Salvato (fino al 6.02.1991)
- Umberto Scardaoni (fino al 2.08.1989)
- Concetto Scivoletto
- Giovanna Senesi
- Giorgio Tornati
- Graziella Tossi (fino al 2.08.1989)
- Giuseppe Boffa (dal 2.08.1989)
- Rodolfo Pietro Bollini (dal 2.08.1989)
- Paolo Bufalini (dal 2.08.1989)
- Matilde Callari Galli (dal 2.08.1989)
- Aroldo Cascia (dal 2.08.1989 al 17.04.1991)
- Salvatore Crocetta (dal 2.08.1989 al 6.02.1991)
- Menotti Galeotti
- Carmine Garofalo
- Ugo Sposetti (dal 2.08.1989 al 17.04.1991)
- Ugo Benassi (dal 17.04.1991)
- Lovrano Bisso (dal 17.04.1991)
- Aldo Giacché (dal 17.04.1991)
- Andrea Margheri (dal 17.04.1991)

Partito Socialista Italiano
- Arduino Agnelli
- Maurizio Calvi
- Pietro Ferrara
- Antonio Mario Innamorato
- Tommaso Mancia
- Vittorio Marniga (fino al 28.01.1988)
- Antonio Natali (fino al 22.03.1991)
- Luigi Pierri
- Giuseppe Visca
- Siro Zanella (dal 28.01.1988 al 1º.06.1988)
- Paolo Fogu (dal 1º.06.1988)
- Luigi Franza (dal 6.04.1989 al 27.09.1989)
- Achille Cutrera (dal 27.09.1989)

Sinistra indipendente
- Gaetano Arfé
- Gianfranco Pasquino

Federalista Europeo Ecologista
- Francesco Corleone (fino al 12.04.1990)
- Marco Boato
- Gianfranco Mariotti (fino al 12.04.1990)